# Оходеиды
Оходеиды, или жуки-пескорои (лат. Ochodaeidae) — немногочисленное семейство небольших насекомых из отряда жесткокрылых, длина тела которых достигает всего 3—10 мм.

## Распространение
Оходеиды распространены повсеместно в тропических и умеренных широтах, за исключением Австралии. В фауне России 2 рода и 5 видов.

## Описание
Верхняя часть тела в густых торчащих волосках. Передние голени кроме двух зубцов у вершинного наружного края, с зубчиком близ основания. В ископаемом состоянии известны с середины юрского периода. Лабрум и мандибулы не прикрыты сверху наличником. Наличник спереди с кожистой каймой, благодаря которой верхняя губа часто кажется двулопастной. Усики не более чем 10-члениковые с 3-члениковой булавой. Переднеспинка с хорошо развитой кожистой каймой по переднему краю. Каждое надкрылье не более чем с 10 бороздками. Жилкование крыльев характеризуется наличием двух свободных жилок между кубитальной и первой сочлененной с основанием крыла анальной жилками. Тазики средних ног слабо расставленные или соприкасающиеся. Голени средних и задних ног могут быть более чем с тремя поперечными килями. Шпоры средних и задних голеней сближены и расположены по одну сторону от места прикрепления лапки. Вершинная шпора средней голени с многочисленными насечками по верхнему краю. Брюшко с 6 видимыми стернитами. Первые брюшные дыхальца находятся на перепонке между тергитами и стернитами; два последних дыхальца смещаются на тергит. На кокситах гениталий самки развиты грифельки.

## Экология и образ жизни
Одни, юго-восточные виды, встречаются в песчаных лесистых местностях, другие, южные — делают норы крепко укреплённых глиной лесистых районах и там можно встретить их протоптанные тропинки, а третьи, западные — в основном живут в песках. Этих жуков очень привлекает свет.
Чем питаются личинки — неизвестно, ведь даже личинки некоторых видов неизвестны.

## Систематика
- Chaetocanthinae Scholtz, 1988
  - Chaetocanthus
  - Namibiotalpa
  - Pseudochodaeus
  - Synochodaeus
- Ochodaeinae Mulsant & Rey, 1870
  - Codocera
  - Cretochodaeus
  - Mioochodaeus
  - Neochodaeus
  - Ochodaeus
  - Parochodaeus